# أنتوني مارتن برانش
أنتوني مارتن برانش هو محامي وسياسي أمريكي، ولد في 16 يوليو 1823 في مقاطعة بوكنغهام في الولايات المتحدة، وتوفي في 3 أكتوبر 1867. نشط حزبياً في الحزب الديمقراطي. وقد انتخب عضو مجلس نواب تكساس ‏.